# El Pedregal, Aguascalientes
El Pedregal är en ort i Mexiko.   Den ligger i kommunen Pabellón de Arteaga och delstaten Aguascalientes, i den centrala delen av landet, 400 km nordväst om huvudstaden Mexico City. El Pedregal ligger 1 912 meter över havet och antalet invånare är 102.
Terrängen runt El Pedregal är platt åt sydost, men åt nordväst är den kuperad. Runt El Pedregal är det ganska tätbefolkat, med 185 invånare per kvadratkilometer. Närmaste större samhälle är Pabellón de Arteaga, 4,2 km nordost om El Pedregal. Trakten runt El Pedregal består till största delen av jordbruksmark.